# Forschungssemester
Als Forschungssemester (auch Forschungsfreisemester genannt) bezeichnet man ein Semester, für das Professoren zum Zwecke der Forschung von der Lehrtätigkeit und von Verwaltungsaufgaben freigestellt werden. Die Bezüge der Professoren werden während dieses Zeitraumes vollständig weiterbezahlt. Der Zeitraum zwischen den einzelnen Forschungssemestern, der regulär an einer Universität oder einer Hochschule für Angewandte Wissenschaften (HAW) verbracht werden muss, beträgt regelmäßig zwischen 6 und 10 Semestern.
Professorinnen und Professoren besitzen einen Rechtsanspruch auf Gewährung eines Forschungssemesters aus dem jeweiligen Landeshochschulgesetz.
Die Details der Freistellung für ein Forschungssemester regeln in Deutschland die Landeshochschulgesetze, in Österreich das Universitätsgesetz 2002, in der Schweiz die Universitätsgesetze der Kantone.
Der Antrag muss eine detaillierte Darlegung des geplanten Forschungsvorhabens enthalten. Zur Genehmigung des Antrags durch die Fakultät oder das Dekanat eines Fachbereichs muss grundsätzlich die Vertretung durch Fachkollegen bzw. durch  Lehraufträge gewährleistet sein und eine positive Stellungnahme der Fakultät bzw. der Forschungskommission vorliegen. Nach dem Forschungssemester ist ein Bericht über die Arbeiten bzw. die erfolgten Veröffentlichungen zu verfassen.
Im Englischen wird ein Forschungssemester allgemein als Sabbatical bezeichnet. Sabbaticals sind aber im Gegensatz zu Forschungssemestern auch in anderen Berufsgruppen (v. a. in großen Unternehmen) gebräuchlich.
Viele Hochschulen haben weitere Freisemester-Regelungen für Funktionsträger wie Rektoren oder Dekane, z. B. in Österreich.